# Villers-Semeuse
Villers-Semeuse je naselje in občina v severnem francoskem departmaju Ardeni regije Šampanja-Ardeni. Leta 1999 je naselje imelo 3.521 prebivalcev.

## Geografija
Kraj se nahaja na severu pokrajine Šampanje 4 km jugovzhodno od središča departmaja Charleville-Mézières.

## Uprava
Villers-Semeuse je sedež istoimenskega kantona, v katerega so poleg njegove vključene še občine Charleville-Mézières (del), Gernelle, La Grandville, Issancourt-et-Rumel, Lumes, Saint-Laurent, Ville-sur-Lumes in Vivier-au-Court s 13.758 prebivalci.
Kanton je sestavni del okrožja Charleville-Mézières.

## Zgodovina
Občina je bila ustanovljena z združitvijo dvh zaselkov, Villersa in Semeusa, v letu 1828.

## Zanimivosti
- cerkev sv. Petra iz 15. stoletja;